# ボロボロノキ

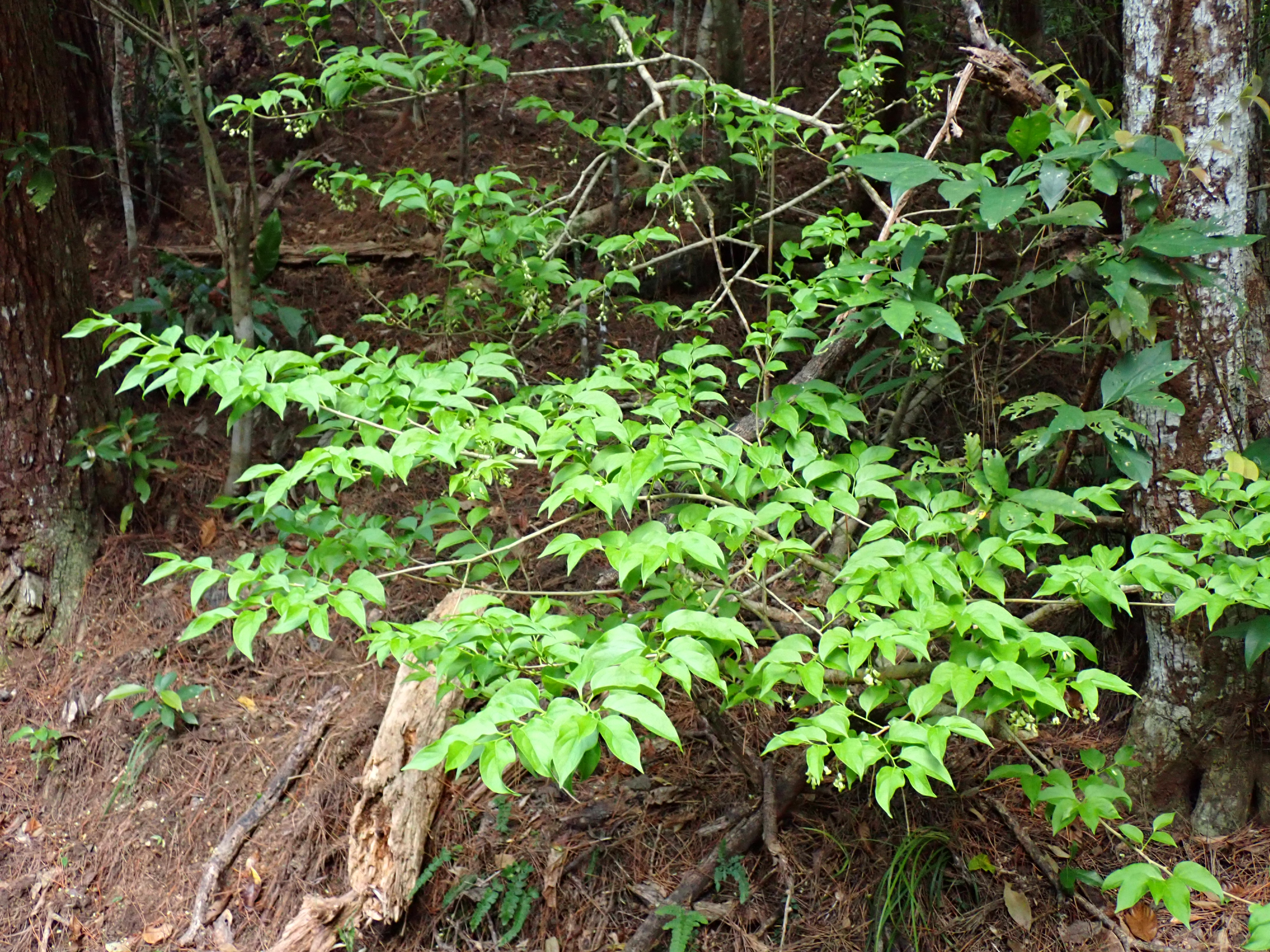
樹姿（2025年2月 沖縄県石垣市 バンナ公園）

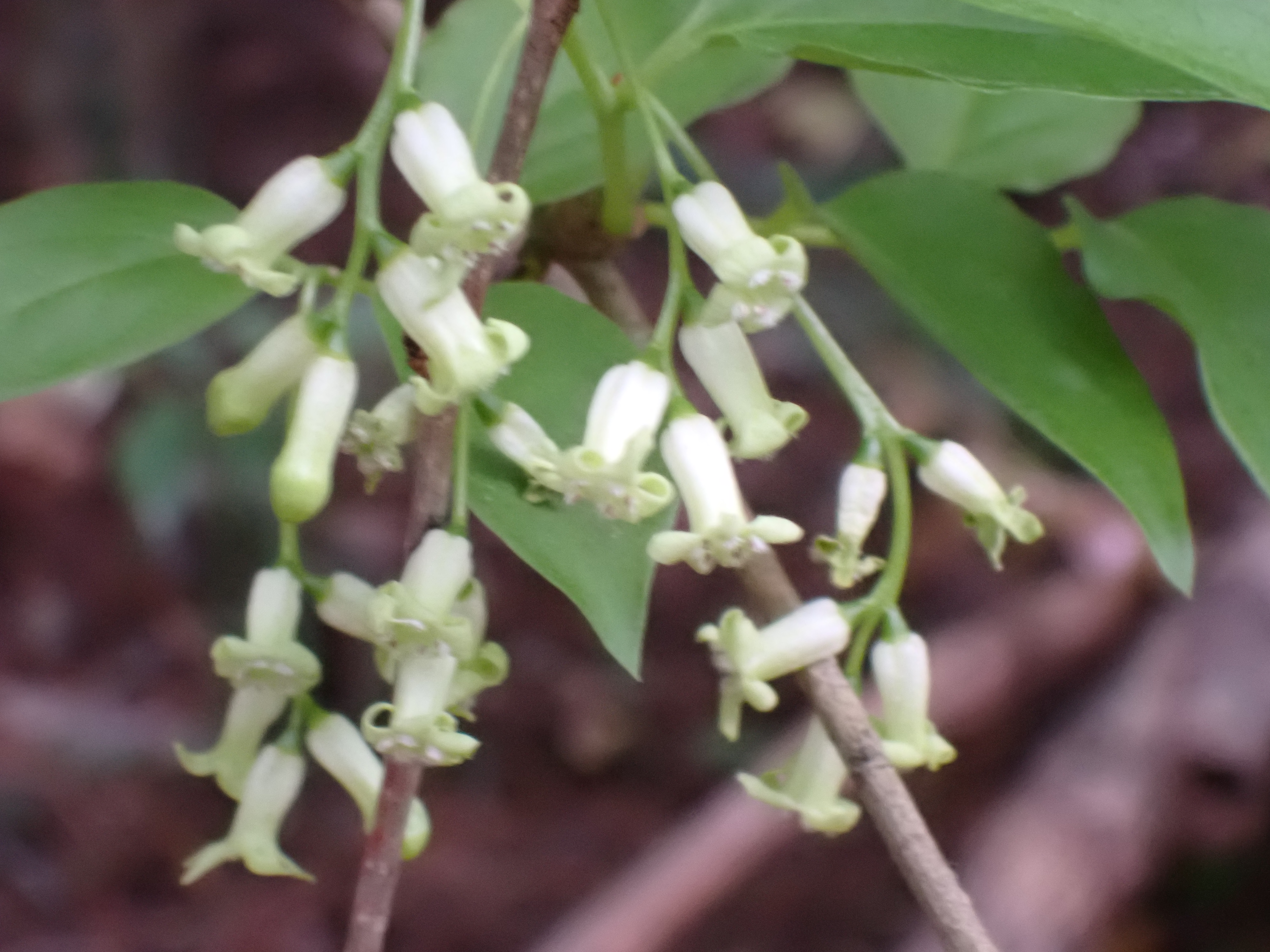
穂状花序（2025年2月 沖縄県石垣市 バンナ公園）

ボロボロノキ（学名: Schoepfia jasminodora）は、ボロボロノキ科ボロボロノキ属の落葉小高木である。和名の由来は、枝がもろく折れやすいことからこの名があるといわれ、日本の植物学の父、牧野富太郎の説では「材がボロボロと折れやすいからであろう」としている。中国名は青皮木。
日本の九州、沖縄（琉球）と、中国の亜熱帯に分布する。低地、あるいは山地に生える。ボロボロノキ科の中で、日本にはボロボロノキ1種のみが分布する。
落葉広葉樹の小高木（夏緑高木）で、樹高は2 - 10メートル (m) になる。枝は屈曲が多く、節部がやや肥大する。若い枝は紫色を帯び、2年目から黄灰色に変わる。新枝の多くは勢いのあるものを除いて、落葉とともに冬に脱落する。葉は互生し、葉身は長さ4 - 6センチメートル (cm) の長楕円形。
花期は春（3 - 4月）。雌雄異株。花は芳香があり、一年枝の葉脇から長さ3 - 5 cmの穂状花序を出して3 - 5花をつけ、花穂の下部に雌花がつく。花は淡黄白色の筒状の小花で、花被の先が4裂して反り返る。自然状態では、花序はやや垂れ下がる。果実は核果で、核の数は1個。核の長さは8ミリメートル (mm) 、幅6 mmほどの広楕円体や楕円体、淡褐白色で光沢はなく、葉脈状に4 - 5本の浅い縦溝模様が並ぶ。
ベニツチカメムシが果実の汁を吸って、近くに集団をつくって産卵し、子育てをする。